# Réseau express régional (Île-de-France)

RER

Das Réseau express régional d’Île-de-France ist ein öffentliches Schienenpersonennahverkehrssystem im Großraum Paris und der Île-de-France. Auf einem Streckennetz von 587 Kilometern mit 258 Stationen werden fünf Linien von zwei unterschiedlichen Verkehrsunternehmen betrieben. Die Linien A und B werden von RATP und SNCF gemeinsam bedient, die Linien C, D und E allein von der SNCF. Pro Tag benutzen etwa 2,7 Millionen Fahrgäste den RER. Die Abkürzung steht für Réseau Express Régional, also Regionales Expressnetz. Die besondere Bedeutung des RER-Netzes liegt darin, dass es im Gegensatz zu den Vorortzügen des Transilien in Tunneln die Hauptstadt Paris unterquert und damit durchgehende Verbindungen von den Vororten über das Zentrum in die Vororte der entgegengesetzten Himmelsrichtung schafft. Innerhalb von Paris ist das RER eine Art Express-Verbindung zur Entlastung der Pariser Metro. Das RER-Netz beinhaltet mit der Linie RER A mit täglich 1,4 Millionen Fahrgästen die meistgenutzte Bahnlinie Europas, die zugleich eine der meistgenutzten Bahnlinien weltweit ist, und mit der Linie RER B mit 983.000 Fahrgästen täglich die am zweitmeisten genutzte Bahnlinie Europas.

## Geschichte

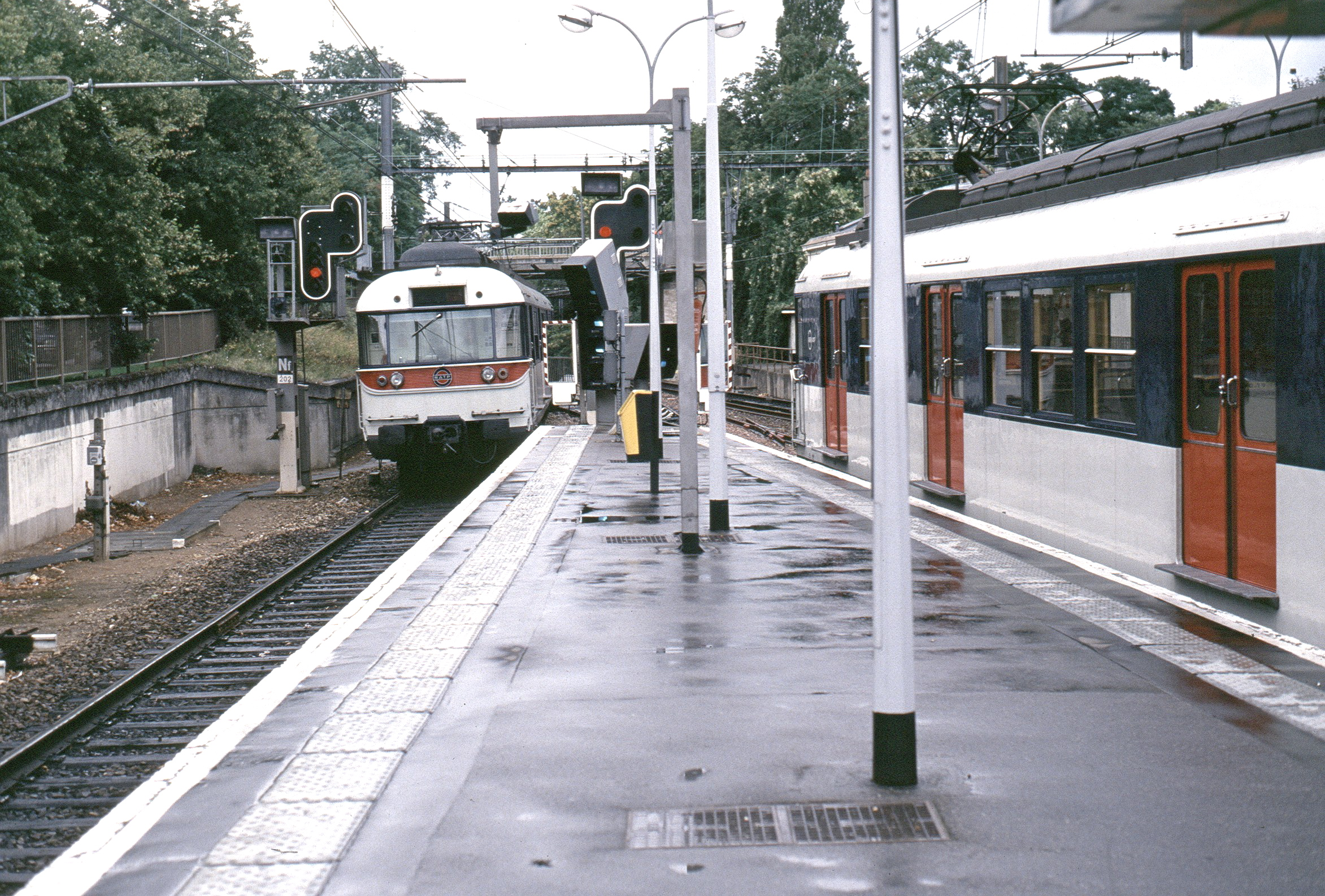
Züge des Typs MS 61 Bauart A/B auf der Linie RER A im Bahnhof Le Vésinet – Le Pecq, 1994

Im Unterschied zu anderen Metropolen wie New York, Berlin, Wien oder Hamburg, die bereits vor der Métro Verbindungsbahnen als städtische Hochbahnen hatten, kamen solche Projekte im Paris des 19. Jahrhunderts nicht über die Diskussion hinaus und man entschied sich stattdessen, ein rein städtisches Métro-Netz aufzubauen. Damit waren städtische Eisenbahnverkehre bis in die 1970er Jahre zunächst vom Tisch.
Das jetzige RER hat seine Ursprünge in den von der SNCF oder ihren Vorgängern stillgelegten Vorortbahnen. Der Betrieb des südlichen Abschnitts des heutigen RER B wurde schon 1937 von der damaligen Pariser Métrogesellschaft übernommen. 1969 übernahm die RATP eine weitere Linie (den heute östlichen Abschnitt des RER A), deren Endstation von der Gare de la Bastille in den unterirdischen Bahnhof Nation verlegt wurde. Kurz darauf folgte die Inbetriebnahme einer neuen Bahnlinie im Westen zum Anschluss des Vorortes La Défense, wo gerade das Pariser Hochhausviertel im Entstehen war.
Der RER wurde schließlich 1977 eingeführt, als die beiden Teile der Linie A durch einen Tunnel verknüpft und die Linie B ebenfalls in einem Tunnel bis zum gemeinsamen Bahnhof Châtelet-Les Halles geführt wurde. Diese Station liegt am Ort der ehemaligen Pariser Markthallen. Spätestens zu diesem Zeitpunkt erkannte auch die SNCF den Erfolg des Konzepts und übernahm seitdem die Eröffnung und den Betrieb der noch folgenden Linien:
- Die RER B wurde nach Norden zum Gare du Nord verlängert und mit dort endenden Regionallinien verbunden. Dafür wurden am Gare du Nord unterirdische Bahnsteige gebaut.
- 1979 verband die SNCF die Endstationen Invalides und Orsay durch eine kurze Tunnelstrecke entlang des südlichen Seine-Ufers und bildete damit die Linie C. Damit wurden die letzten beiden Kopfbahnhöfe des Regionalverkehrs abgeschafft. 1988 entstand die Station Saint-Michel Notre Dame an der Kreuzung der Linien B und C am südlichen Ufer der Seine.
- Seit 1987 fährt die Linie D ab Châtelet-Les Halles durch den Tunnel der B zum Gare du Nord und von dort aus über von der B noch nicht bediente Regionallinien ins Umland. 1995 wurde sie in einem neuen Tunnel parallel zur Linie A via Gare de Lyon geführt und verläuft von dort ebenfalls über die Gleise von bestehenden Regionallinien ins Umland.
- 1999 ging die Linie E mit den neuen Stationen Haussmann – Saint-Lazare (in der Nähe des Bahnhofs Saint-Lazare) und Magenta (zwischen dem Gare du Nord und dem Gare de l’Est) in Betrieb. Dort verläuft die Linie nach Osten über vorhandene Regionalgleise. In der Zukunft soll die Linie ab Saint-Lazare nach Westen weitergeführt werden. Welche derzeitigen Vorortlinien des Bahnhofs Saint-Lazare die Linie E zukünftig im Westen übernehmen wird, ist zurzeit noch unklar. Am Bahnhof La Défense soll es allerdings bereits Vorleistungen für eine RER-Linie geben. Aufgrund leerer Kassen ist der Weiterbau der Linie E im Westen derzeit noch nicht in Angriff genommen worden.

Außerhalb von Paris teilen sich das RER und die SNCF in der Regel die Gleise mit dem übrigen Regional-, Fern- und Güterverkehr in der Île-de-France. Die RATP betreibt große Teile der Linie A (mit Ausnahme der Äste nach Poissy und Cergy-le-Haut) und den südlichen Teil der Linie B. Auf beiden Strecken sind die Gleise ausschließlich den RER-Zügen vorbehalten, auch wenn Teile der Strecken ursprünglich von der SNCF bzw. ihren Vorgängern betrieben wurden.
Eine Besonderheit des RER ist, dass auf den Zielanzeigern der Züge vierstellige Codes („codes missions“) stehen, die Informationen über den Anfangsbahnhof, den Zielbahnhof, Unterwegshalte und die benutzten Streckenäste des jeweiligen Zuges beinhalten.

## Das Liniennetz
Das Netz besteht aus 5 Linien mit insgesamt 587 km an Gleisen und 258 Bahnhöfen. (Stand: Januar 2016)
Pro Tag zählt man etwa 2,7 Millionen Fahrgäste.

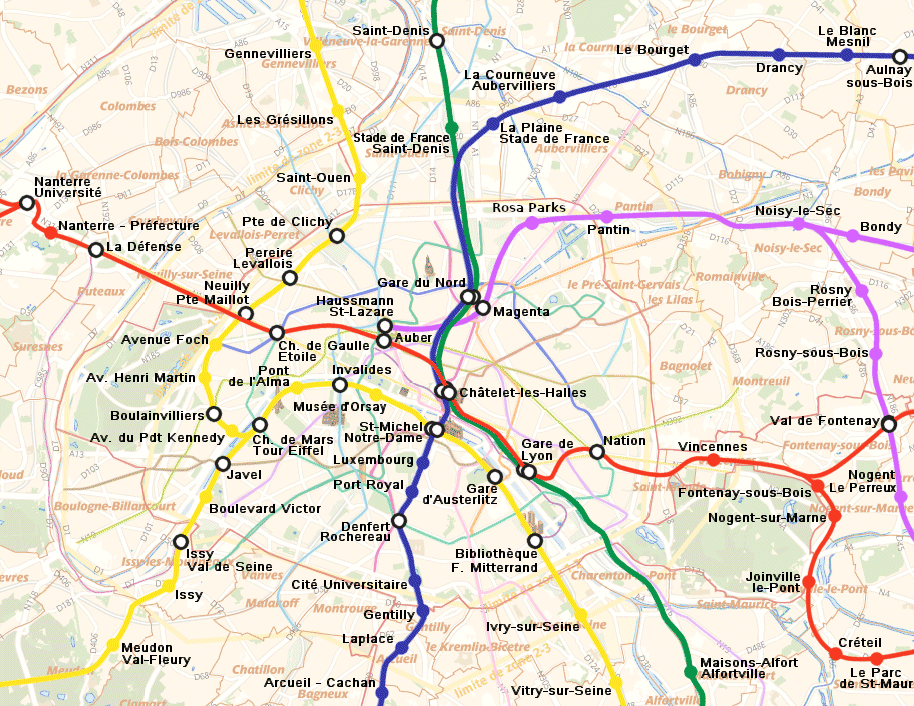
Abbildung der RER-Linien innerhalb von Paris

Übersichtskarte des gesamten RER-Netzes

| Linie | Streckenverlauf | Eröffnungsjahr | Bahnhöfe   | Länge in km | Mittlerer Abstand zwischen 2 Bahnhöfen in m | Betreiber   | Züge pro Tag | Fahrgäste pro Tag | Eingesetzte Züge (2012)             |
| ----- | --- | -------------- | ---------- | ----------- | ------------------------------------------- | ----------- | ------------ | ----------------- | ----------------------------------- |
| A     | Saint-Germain-en-Laye / Cergy-le-Haut / Poissy – Boissy-Saint-Léger / Marne-la-Vallée – Chessy                                        | 1969           | 46 (12/34) | 108         | 2.359                                       | RATP / SNCF | 580          | 1.400.000         | MS 61 – MI 84 – MI 2N – MI 09       |
| B     | Aéroport Charles-de-Gaulle 2 / Mitry-Claye – Robinson / Saint-Rémy-lès-Chevreuse                                                      | 1977           | 47 (16/31) | 80          | 1.700                                       | RATP / SNCF | 540          | 983.000           | MI 79 – MI 84                       |
| C     | Pontoise / Versailles-Château / Saint-Quentin-en-Yvelines – Massy-Palaiseau / Dourdan / Saint-Martin-d’Étampes / Versailles-Chantiers | 1979           | 84         | 187         | 2.160                                       | SNCF        | 531          | 540.000           | Z 5600 – Z 8800 – Z 20500 – Z 20900 |
| D     | Creil – Corbeil-Essonnes / Melun / Malesherbes                                                                                        | 1987           | 59         | 197         | 3.300                                       | SNCF        | 440          | 615.000           | Z 20500 – Z 5300 – Z 5600           |
| E     | Nanterre-la Folie – Haussmann – Saint-Lazare – Chelles-Gournay / Tournan                                                              | 1999           | 22         | 56          | 2.615                                       | SNCF        | 430          | 372.000           | Z 22500                             |

## Meistfrequentierte Bahnhöfe
| Station             | Fahrgastaufkommen in Mio. (2013) | Ort                |
| ------------------- | -------------------------------- | ------------------ |
| Gare du Nord        | 46,8                             | Paris              |
| Gare de Lyon        | 35,3                             | Paris              |
| La Défense          | 30,2                             | Puteaux            |
| Nanterre-Préfecture | 23,1                             | Nanterre           |
| Châtelet-Les Halles | 18,4                             | Paris              |
| Val de Fontenay     | 11,9                             | Fontenay-sous-Bois |

Alle anderen Stationen haben weniger als 10 Millionen Fahrgäste. Angegeben ist nur die Anzahl der einsteigenden Fahrgäste für 2013. Umsteigende Personen wurden nicht erfasst.

## RER und Métro
Interessant ist auch das Verhältnis des RER A und der Métro. Der Verlauf des A-Tunnels wurde ursprünglich gewählt, um die Métro 1 zwischen den Stationen Charles de Gaulle – Étoile und Nation zu entlasten. Weil aber die neue RER-Linie viel schneller und weiter als die Métro fuhr, zog sie bald so viele Fahrgäste an, dass sie selbst überlastet war. Deshalb konnte auch die Linie D-Süd nicht durch den Tunnel der A geführt werden, obwohl sich D-Nord einen Tunnel mit der B teilt. Zur Entlastung des RER A wurde nun die Métro 1 parallel zum RER von Pont de Neuilly bis nach La Défense verlängert, was aber durch die zusätzlichen Stationen auf diesem Stück wieder neue Fahrgäste anzog.
Zuletzt erfolgte in diesem Zusammenhang die Eröffnung der beschleunigten Métro-Linie 14, die auf einer Teilstrecke parallel zum meistbelasteten Stück des RER A (und der Métro 1) fährt und auf diesem Teilstück nur wenige Haltestellen bedient. Nach der Eröffnung führte die Linie 14 zur Entlastung des RER A. Durch weiter steigende Fahrgastzahlen im zentralen Abschnitt der Linie A wurde die kurzzeitige Fahrgastverlagerung schnell wieder ausgeglichen. Neben der Innenstadt-Strecke geht das Rennen im Westen der Stadt weiter: über eine Verlängerung der Métro 1 bis Nanterre, immer noch parallel zum RER A, wird nachgedacht.
Einzelfahrscheine ticket t+ und Monatskarten für das Stadtgebiet von Paris gelten grundsätzlich für das gesamte Netz der Métro. Dabei sind auch die Äste in die Vororte außerhalb der eigentlichen Pariser Stadtgrenze eingeschlossen, unabhängig davon, in welcher Tarifzone sie liegen. Dagegen gilt für das RER ein Entfernungstarif, d. h. für Fahrten über die Stadtgrenze hinaus zu oder von einer Station in der Banlieue sind ticket t+ ungültig und Monatskarten müssen für die entsprechenden Zonen gelten.

## Benutzung des RER in Paris
Als Expressliniennetz ist das RER nur beschränkt für den Transport innerhalb Paris geeignet, da das RER nur wenige, weit voneinander entfernte Haltestellen in erheblicher Tiefe (unterhalb Métro-Niveau) mit entsprechend langen Zugangswegen bietet. Das Netz der Métro ist wesentlich dichter und weist kürzere Haltestellenabstände auf. Das RER wird daher hauptsächlich von Zu- und Wegpendlern aus den oder in die Außenbezirke und weniger für den Transport in der Stadt selbst genutzt.
Dies gilt insbesondere für die Linien D und E, die nur sehr wenige Stationen innerhalb von Paris besitzen, während die Linie B eine schnelle Nord-Süd-Verbindung mit mittlerem Haltestellenabstand schafft und Stationen bedient, die von der Métro nicht erschlossen werden. Die Linie C schafft auf dem südlichen Seineufer und am westlichen Stadtrand Querverbindungen, die das Metronetz ergänzen.
Wo Métro und RER eine Verbindung in die Vorstädte schaffen (beispielsweise nach La Défense), ist die Fahrt mit dem RER hingegen meist schneller und daher praktischer. Allerdings sind alle Métro-Stationen mit einem ticket t+ bzw. einer Zeitkarte für die Zonen 1 und 2 erreichbar, auch wenn sie eigentlich in Zone 3 liegen. Daher kann die Fahrt mit der Métro auf diesen Strecken günstiger sein als mit dem RER.
Aufgrund der geringeren Bedeutung innerhalb von Paris und auch der etwas komplizierteren Fahrplangestaltung wird das RER von auswärtigen Stadtbesuchern wenig genutzt, abgesehen von den Linien zum Schloss Versailles, dem Disneyland Resort Paris oder einem der Pariser Flughäfen.

## Flughafenanbindungen
Der Flughafen Paris-Charles de Gaulle wird durch die RER-Linie B direkt erschlossen, welche an den Terminals 1 und 2 hält. An beiden Bahnhöfen besteht Umstiegsmöglichkeit zum Flughafenshuttle CDGVAL, der Bahnhof am Terminal 2 (Aéroport Charles-de-Gaulle 2 TGV) bietet darüber hinaus Umstiegsmöglichkeiten zu den TGVs.
Der Flughafen Paris-Orly wird zum einen von der RER-Linie C erschlossen, wobei von der Haltestelle Pont de Rungis – Aéroport d’Orly noch ein Shuttlebus bis zum Flughafen fährt.

Zum anderen bietet auch die RER-Linie B eine Anschlussmöglichkeit an der Haltestelle Antony, von der aus der Orlyval zum Flughafen fährt.

## Pünktlichkeit der RER-Linien
Von den Benutzern der RER-Züge wird bisweilen kritisiert, dass das System an Mängeln leidet und die Züge oft unpünktlich sind oder sogar ganz ausfallen.
Nicht zu Unrecht, wie die untenstehende Tabelle zeigt. Dabei beruhen der Soll- und die Istwerte auf einer Vereinbarung zwischen dem Besteller der Fahrten (STIF) und den die Fahrten durchführenden Betreibern (RATP und SNCF): Der Istwert entspricht dem Prozentsatz der Reisenden, die in einem bestimmten Zeitraum ihren Bestimmungsbahnhof pünktlich bzw. mit höchstens 5 Minuten Verspätung erreichen. Wird der vorgegebene Sollwert überschritten, so erhält der Betreiber einen Bonus auf die vereinbarten Zahlungen durch das STIF, wird der Sollwert unterschritten, so sind die Betreiber zu Strafzahlungen verpflichtet.
| Linie             | A  | B  | C  | D    | E  |
| Sollwert in %     | 94 | 94 | 93 | 92,5 | 95 |
| Istwert 2012 in % | 86 | 84 | 91 | 84   | 95 |
| Istwert 2013 in % | 84 | 83 | 90 | 83   | 95 |

Aus der Tabelle ist zu ersehen, dass allein die Linie E den Sollwert erreichte und dass die Pünktlichkeit 2013 gegenüber dem Vorjahr weiter absank.

## Fahrzeuge und ihre Wartung

### Aktuelle Fahrzeuge
| Fahrzeug      | Foto | Linien |
| ------------- | ---- | ------ |
| Z 20900       |      | C      |
| Z 5300        |      | D      |
| Z 5600        |      | C D    |
| Z 8800        |      | C      |
| Z 20500       |      | C D    |
| Z 22500       |      | E      |
| MI 2N Altéo   |      | A      |
| MI 09         |      | A      |
| Z 8100/Z 8400 |      | A B    |
| MS 61         |      | A      |
| Z 50000       |      | E      |
| Régio 2N      |      | D      |
| RER NG        |      | D E    |

### Betriebswerke für RER-Züge

#### Die Linien A und B
Die Züge der RER-Linien A und B werden in Betriebswerken der RATP gewartet.
Für die Züge der Linie A sind Betriebswerke in Sucy-en-Brie, in Nanterre (Betriebswerk Rueil-Malmaison) und in Torcy zuständig.
Für die Züge der Linie B werden die Werkstätten in Massy (Betriebswerk Massy-Palaiseau) und in Mitry-Mory (Betriebswerk Mitry – Claye) benützt. Das Werk Mitry-Claye ist ein Sonderfall: Es ist eine Außenstelle des SNCF-Betriebswerks Technicentre Paris-Nord, beschäftigt sind dort aber ausschließlich Mitarbeiter der RATP. Es wird nur die Baureihe SNCF Z 8100 gewartet.

#### Die Linien C, D und E

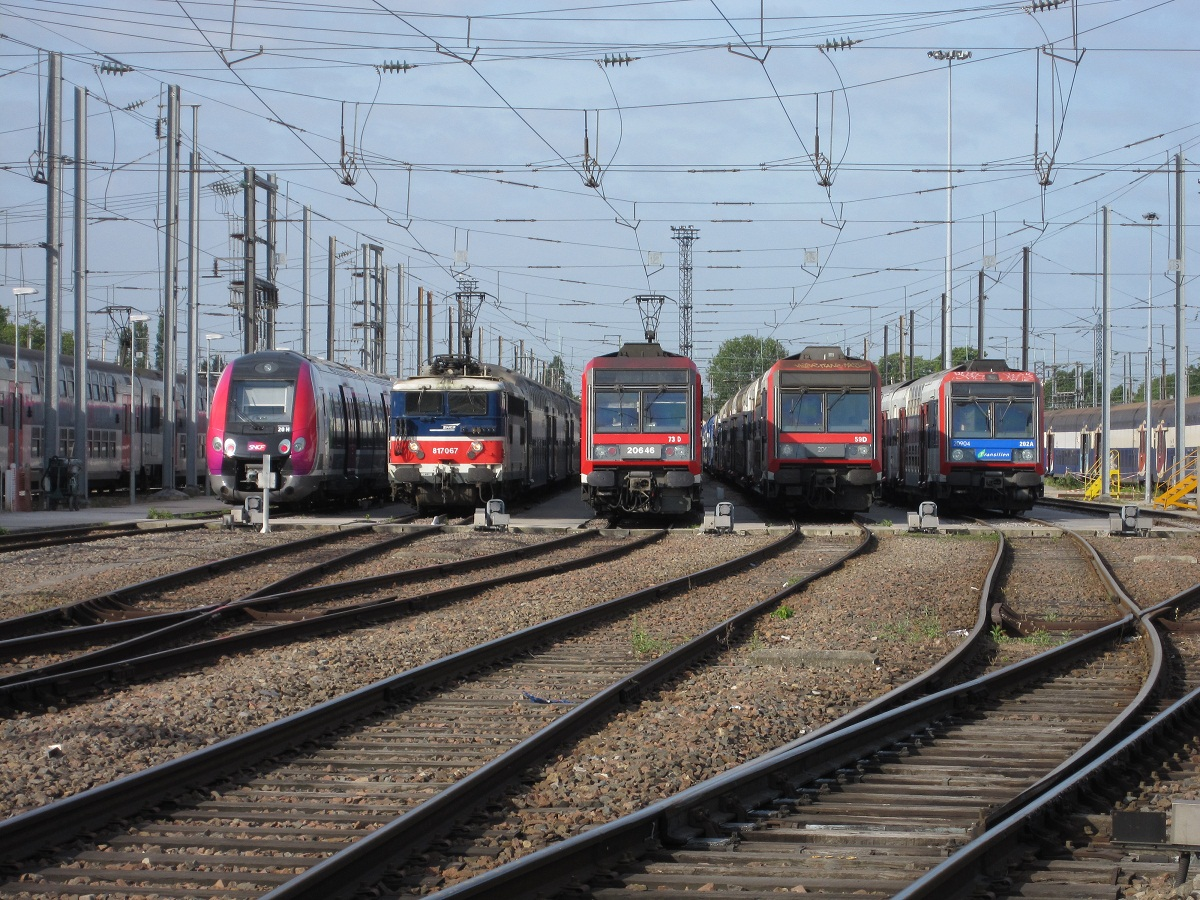
Technicentre Les Joncherolles: abgestellte Züge des RER D und der Transilien-Linie H

Diese Linien werden von der SNCF betrieben, die Wartung der Züge findet daher auch in den Betriebswerken der SNCF statt. In diesen Werkstätten werden auch Züge des Transilien-Netzes betreut.
- Linie C: Die Wartung erfolgt in Vitry-sur-Seine (Betriebswerk Les Ardoines) und in Trappes.
- Linie D: Die Wartung erfolgt in Villetaneuse (Betriebswerk Les Joncherolles) und in Villeneuve-Saint-Georges
- Linie E: Für diese Linie gibt es im Augenblick nur ein Betriebswerk in Noisy-le-Sec.